# آزغير سيغرفينسون
آزغير سيغرفينسون مواليد 8 مايو 1955 في يستمان، آيسلندا، هو لاعب كرة قدم أيسلندي سابق كان يلعب كلاعب وسط. لعب خلال مسيرته 481 مباراة سجل خلالها 103 أهداف.

## المسيرة الاحترافية

### أندية لعب لها
- ستاندارد لييج
- بايرن ميونخ
- نادي شتوتغارت

## روابط خارجية
- آزغير سيغرفينسون على موقع الاتحاد الدولي (مؤرشف)  (الإنجليزية)
- آزغير سيغرفينسون على موقع الاتحاد الأوربي (الإنجليزية)
- آزغير سيغرفينسون على موقع قاعدة بيانات كرة القدم.إي يو (الإنجليزية)
- آزغير سيغرفينسون على موقع بيانات كرة القدم. دي إي (الألمانية)
- آزغير سيغرفينسون على موقع ناشيونال فوتبول تيمز (الإنجليزية)
- آزغير سيغرفينسون على موقع عالم كرة القدم.نت (الإنجليزية)